# Pternopetalum botrychioides
Pternopetalum botrychioides är en flockblommig växtart som först beskrevs av Stephen Troyte Dunn, och fick sitt nu gällande namn av Hand.-Mazz. Pternopetalum botrychioides ingår i släktet Pternopetalum och familjen flockblommiga växter.

## Underarter
Arten delas in i följande underarter:
- P. b. botrychioides
- P. b. latipinnulatum